# Ведогонь
Ведогонь — атмосферный дух в южнославянской мифологии, дух-охранитель спящего человека.

## Описание
По верованиям черногорцев и сербов, живущий в человеке дух, который во время крепкого сна может покидать на время тело и странствовать по свету; то, что ведогонь в это время видит, после пробуждения ото сна кажется человеку сновидением.
Согласно поверьям, Ведогони дружны с дрёмой, насылающей на человека сон. Во время сна они помогают человеку творить, сочинять. Но они драчливы, могут даже драться друг с другом, и если чей-нибудь ведогонь в драке погибнет, тогда и человек уже более не просыпается и умирает.
Польские крестьяне говорили, что душа покидает человека, на время — во сне или навсегда — при смерти, в виде мыши. Когда мышь возвращается назад к спящему человеку, тот её глотает и только тогда просыпается.
На берегах Адриатического моря существовало подобное же поверье; здесь ведогонь представлялся домовым гением, оберегающим родовое имущество и жилище. Не всякий человек имеет своего ведогоня, но только тот, который рождается в сорочке.
Считалось, что во время сна ведогонь исходит из человека и охраняет его имущество от воров, а жизнь — от неприятелей или других, недобрых, ведогоней. 
В некоторых местностях Сербии ведогонем называется кровожадное мифическое существо, тождественное с вампиром. Стихийный первоначально характер ведогоней виден из того, что, по сербскому поверью, когда поднимается буря, это значит, что ведогони дерутся.

«Счастливый, – тот, кто родился в сорочке, у того тоже есть свой Ведогонь-охранитель, как у зверя.
Вот, ты, счастливый, заснул, а твой Ведогонь вышел мышью, бродит по свету. И куда-куда не заходит, на какие на горы, на какие на звезды! Погуляет, всего наглядится, вернется к тебе. И ты встанешь утром счастливый после тонкого сна: сказочник сказку сложит, песенник песню споет. Это все Ведогонь тебе насказал и напел – и сказку и песню.
Счастливый, ты родился в сорочке, берегись, коли дрема крепко уводит, – твои дни сочтены. Ведогони драчливы – встретятся, заденут друг друга, и пойдет потасовка, а после, смотришь, и нет одного, какой-нибудь кончил свой век. А ты не проснешься, ты счастливый, ты сказочник, песенник кончишь во сне свои дни.
Так немало счастливых гибнет в осеннюю пору неслышно.»
— Алексей Михайлович Ремизов. «К Морю-Океану»